# Redmi Note 11
Redmi Note 11 — лінійка смартфонів від Redmi, суббренду Xiaomi, що належать до серії Redmi Note. Глобальна лінійка Redmi Note 11 складається з Redmi Note 11, Note 11S, Note 11S 5G, Note 11 Pro, Note 11 Pro 5G та Note 11 Pro+ (також відомий як Note 11 Pro+ 5G). Також є китайська лінійка, що складається з Redmi Note 11 4G, Note 11 5G, китайським варіантом Note 11 Pro та Note 11 Pro+. Індійська лінійка має Redmi Note 11T, який є перейменованим Redmi Note 11 5G. Глобальна лінійка була представлена 26 січня 2022 року разом з глобальною версією MIUI 13.
В Індії китайський варіант Redmi Note 11 Pro та Redmi Note 11 Pro+ були доступні під назвами Xiaomi 11i (не плутати з Mi 11i) та Xiaomi 11i HyperCharge відповідно. 28 лютого 2022 року на MWC 2022 були представлені POCO M4 Pro (не плутати з POCO M4 Pro 5G) та POCO X4 Pro 5G. POCO M4 Pro є подібною до Redmi Note 11S моделлю з іншим набором камер та дизайном. У свою чергу POCO X4 Pro 5G є подібним до Redmi Note 11 Pro 5G але з іншим дизайном. Також модель POCO X4 Pro 5G для Індії має камеру з меншою роздільною здатність. В Китаї 2 березня 2022 року разом з Redmi Note 11E Redmi Note 11 Pro 5G був представлений як Redmi Note 11E Pro, а в Індії він був представлений 9 березня того ж року під назвою Redmi Note 11 Pro+.

## Дизайн
Redmi Note 11, Note 11S та POCO M4 Pro передня панель виконана зі скла Corning Gorilla Glass 3, а задня — з пластику. У інших моделей обидві панелі виконані зі скла Gorilla Glass 5. Усі моделі мають пласку рамку виконану з пластику та захист від бризок та пилу по стандарту IP53.
У Redmi Note 11 та Note 11S задня панель має заокруглення, а в Pro-моделей вона пласка. Крім різниці в одному кольорі Redmi Note 11S відрізняється від Redmi Note 11 блоком камери, що сильніше випирає. Redmi Note 11 Pro 5G крім одного кольору відрізняється від Redmi Note 11 Pro написом «AI» замість сенсора глибини.
Блок камери Redmi Note 11, 11 Pro, 11 Pro та 11 Pro 5G є чимось середнім між телефонам лінійки Redmi Note 10 та Mi 10T. В Redmi Note 11 Pro+ та китайського варіанту Redmi Note 11 Pro блок камери подібний до Redmi 10. POCO M4 Pro та X4 Pro 5G, як і їхні «прототипи», мають пласкі грані. Від лінійки Redmi Note 11 вони вирізняються блоком камери, що розміщений майже у всю ширину корпусу.
В Redmi Note 11, Note 11S та POCO M4 Pro знизу розміщені роз'єм USB-C, динамік, мікрофон та 3,5 мм аудіороз'єм, зверху — другий мікрофон, ІЧ-порт та другий динамік. З лівого боку розташований лоток зі слотами під 2 SIM-картки і карту пам'яті. В інших моделей знизу розміщені роз'єм USB-C, динамік, мікрофон та лоток з одним слотом під SIM-картку та іншим слотом тільки під SIM-картку в китайських варіантів Redmi Note 11 Pro та Note 11 Pro+, або під SIM-картку або карту пам'яті в інших моделей, а зверху — другий мікрофон, ІЧ-порт, другий динамік та 3,5 мм аудіороз'єм. У всіх моделей справа розміщені кнопки регулювання гучності та кнопка блокування, в яку вбудований сканер відбитків пальців.
Redmi Note 11 продавався в 3 кольорах: Graphite Gray (сірий), Star Blue (блакитно-фіолетовий) та Twilight Blue (синій). Redmi Note 11S має подібний набір кольорів, але замість кольорового варіанту Star Blue він отримав варіант Pearl White (білий).
Redmi Note 11 Pro продавався в 3 кольорах: Graphite Gray (сірий), Polar White (білий) та Star Blue (блакитно-фіолетовий).
Redmi Note 11 Pro 5G продавався в 3 кольорах: Graphite Gray (сірий), Polar White (білий) та Atlantic Blue (синій з візерунками під хвилі). В Індії, під назвою Redmi Note 11 Pro+, смартфон продавався в тих самих кольорах, але які названі Stealth Black, Phantom White та Mirage Blue відповідно.
Китайський Redmi Note 11 Pro був доступний в 4 кольорах: Mysterious Black (чорний), Forest Green (зелений), Timeless Purple (фіолетовий) та Milky Way Blue (блакитно-рожевий). У Redmi Note 11 Pro+ відсутній варіант Milky Way Blue.
POCO M4 Pro продавався в 3 кольорах: Power Black (чорний), Atlantic Blue (синій) та POCO Yellow (жовтий).
POOC X4 Pro 5G продавався в 3 кольорах: Laser Black (чорний), Laser Blue (синій) та POCO Yellow (жовтий).

## Технічні характеристики

### Апаратне забезпечення

#### Платформа
Redmi Note 11 отримав процесор Qualcomm Snapdragon 680 та графічний процесор Adreno 610.
Redmi Note 11S, Note 11 Pro та POCO M4 Pro отримали процесор MediaTek Helio G96 та графічний процесор Mali-G57 MC2.
Redmi Note 11 Pro 5G/11 Pro+/11E Pro та POCO X4 Pro 5G отримали процесор Qualcomm Snapdragon 695 та графічний процесор Adreno 619.
Китайський варіант Redmi Note 11 Pro та Note 11 Pro+ отримали процесор MediaTek Dimensity 920 та графічний процесор Mali-G68 MC4.

#### Батарея
Акумулятор китайської версії Redmi Note 11 Pro отримав об'єм 5160 мА·год, Note 11 Pro+ — 4500 мА·год, а всіх інших моделей — 5000 мА·год.
Redmi Note 11, Note 11S та POCO M4 Pro отримали підтримку швидкої Про-зарядки на 33 Вт, Note 11 Pro+ — 120 Вт, а в всі інші моделі — швидкої зарядки на 67 Вт.

#### Камера
Основна камера в Redmi Note 11, Redmi Note 11S та Redmi Note 11 Pro складається з чотирьох об'єктивів, а в інших моделей — з трьох об'єктивів.
Redmi Note 11 отримав ширококутний об'єктив на 50 Мп з діафрагмою f/1.8, POCO M4 Pro та індійська модель POCO X4 Pro 5G — на 64 Мп з діафрагмою f/1.8, а всі інші моделі — на 108 Мп з діафрагмою f/1.9. У всіх моделей ширококутний об'єктив має фазовий автофокус. Також всі моделі мають надширококутний об'єктив на 8 Мп з діафрагмою f/2.2 (кут огляду 120° в Redmi Note 11 Pro+ та китайського Redmi Note 11 Pro та 118° в інших моделей) і макрооб'єктив на 2 Мп з діафрагмою f/2.4. На додаток, Redmi Note 11, Redmi Note 11S та Redmi Note 11 Pro мають сенсор глибини на 2 Мп з діафрагмою f/2.4. Redmi Note 11 Pro+ та китайського Redmi Note 11 Pro вміє записувати відео в роздільній здатності 4K@30fps, а в інших моделей — 1080p@30fps.
Всі моделі мають ширококутну передню камера. В Redmi Note 11 вона має роздільність 13 Мп і діафрагму f/2.4 (ширококутний), а в інших моделей — 16 Мп і f/2.4 відповідно. Фронтальна камера всіх моделей вміє записувати відео в роздільній здатності 1080p@30fps.

#### Екран
Екран у всіх моделей Super AMOLED, Full HD+ (2400 × 1080) зі співвідношенням сторін 20:9 та круглим вирізом під фронтальну камеру, що розміщений зверху в центрі.
У Redmi Note 11, Note 11S та POCO M4 Pro він з діагоналлю 6,43", щільністю пікселів 409 ppi та частотою оновлення дисплею 90 Гц, а в інших моделей — 6,67", 395 ppi та 120 Гц відповідно.

#### Звук
Смартфони отримали стереодинаміки. Динаміки розташовані на верхньому та нижньому торцях. У китайського варіанта Redmi Note 11 Pro та Note 11 Pro+ динаміки розроблені спільно з JBL.

#### Пам'ять
Смартфони були доступні в наступних конфігураціях:
| Конфігурація | Конфігурація | Модель        | Модель         | Модель            | Модель               | Модель                                        | Модель                               | Модель                                    | Модель      | Модель         |
| ППЗ          | ОЗП          | Redmi Note 11 | Redmi Note 11S | Redmi Note 11 Pro | Redmi Note 11 Pro 5G | Redmi Note 11E Pro Redmi Note 11 Pro+ (Індія) | Redmi Note 11 Pro (Китай) Xiaomi 11i | Redmi Note 11 Pro+ Xiaomi 11i HyperCharge | POCO M4 Pro | POCO X4 Pro 5G |
| ------------ | ------------ | ------------- | -------------- | ----------------- | -------------------- | --------------------------------------------- | ------------------------------------ | ----------------------------------------- | ----------- | -------------- |
| 64 ГБ        | 4 ГБ         | Так           | Ні             | Ні                | Ні                   | Ні                                            | Ні                                   | Ні                                        | Ні          | Ні             |
| 64 ГБ        | 6 ГБ         | Так           | Так            | Так               | Так                  | Так                                           | Ні                                   | Ні                                        | Так         | Так            |
| 128 ГБ       | 4 ГБ         | Так           | Ні             | Так               | Так                  | Ні                                            | Ні                                   | Ні                                        | Ні          | Ні             |
| 128 ГБ       | 6 ГБ         | Так           | Так            | Так               | Так                  | Так                                           | Так                                  | Так                                       | Так         | Так            |
| 128 ГБ       | 8 ГБ         | Ні            | Так            | Так               | Так                  | Так                                           | Так                                  | Так                                       | Так         | Так            |
| 256 ГБ       | 6 ГБ         | Ні            | Ні             | Ні                | Ні                   | Ні                                            | Ні                                   | Ні                                        | Ні          | Так            |
| 256 ГБ       | 8 ГБ         | Ні            | Ні             | Ні                | Так                  | Так                                           | Так                                  | Так                                       | Так         | Так            |

В усіх моделей окрім китайських варіантів Redmi Note 11 Pro та Redmi Note 11 Pro+ об'єм сховища можна розширити картою пам'яті формату microSD до 1 ТБ.

### Програмне забезпечення
Китайський Redmi Note 11 Pro та Redmi Note 11 Pro+ були випущені на MIUI 12.5, POCO M4 Pro та X4 Pro 5Gі — на MIUI 13 для POCO, а всі інші — на MIUI 13. Всі ці версії оболонок працюють на базі Android 11. Redmi Note 11, Note 11S, Note 11 Pro та Note 11 Pro 5G є першими смартфонами Xiaomi, що були випущені на глобальній версії MIUI 13.
Всі моделі були пізніше оновлені до Xiaomi HyperOS на базі Android 13.

## Ціна
Redmi Note 11 64 ГБ коштував від 250 дол., Redmi Note 11 Pro 350 дол., станом на грудень 2022 року Redmi Note 11 64 ГБ коштує 7999 грн, Xiaomi Redmi Note 11 6/128 9699 грн і найдорожча модель в Україні Xiaomi Redmi Note 11 Pro 6/128 GB 11999 грн.

## Спеціальні видання

### Redmi Note 11 YIBO DESIGN
Redmi Note 11 YIBO DESIGN — спеціальна версія Redmi Note 11 Pro+, розроблена спільно з дизайнерським агентством Yibo Design і китайським актором Ван Їбо. Задня панель смартфона має зелений колір, штриховані лінії з правої сторони, підпис актора та логотип Redmi, який «левітує» над задньою панеллю. Комплект вирізняється стилізацією коробки та комплекту поставки і підписом Ван Їбо. Продавався у версії 8/256 ГБ.

### Redmi Note 11 XFF Special Editon
Redmi Note 11 Xiaomi Fan Festaival Special Editon (скорочено Redmi Note 11 XFF Special Editon) — спеціальна версія Redmi Note 11, присвячена Xiaomi Fan Festival (раніше Mi Fan Festival). Смартфон поставляється у синьо-блакитному варіанті кольору та має логотип Xiaomi Fan Festival поряд з логотипом Redmi. Комплектація вирізняється стилізованою коробкою та наліпками.

## Порівняння моделей
| Моделі                        | Redmi Note 11               | POCO M4 Pro                 | Redmi Note 11S              | Redmi Note 11 Pro           | Redmi Note 11 Pro 5G Redmi Note 11E Pro Redmi Note 11 Pro+ | Redmi Note 11E              | Redmi Note 11SE        | Redmi Note 11 4G            | Redmi Note 11 5G Redmi Note 11T | Redmi Note 11S 5G           | Redmi Note 11 Pro (Китай)   | Redmi Note 11 Pro+          | Redmi Note 11T Pro            | Redmi Note 11T Pro+           |
| ----------------------------- | --------------------------- | --------------------------- | --------------------------- | --------------------------- | ---------------------------------------------------------- | --------------------------- | ---------------------- | --------------------------- | ------------------------------- | --------------------------- | --------------------------- | --------------------------- | ----------------------------- | ----------------------------- |
| Підтримка 5G                  | Немає                       | Немає                       | Немає                       | Немає                       | Є                                                          | Є                           | Є                      | Немає                       | Є                               | Є                           | Є                           | Є                           | Є                             | Є                             |
| Система на кристалі (SoC)     | Qualcomm Snapdragon 680     | MediaTek Helio G96          | MediaTek Helio G96          | MediaTek Helio G96          | Qualcomm Snapdragon 695                                    | MediaTek Dimensity 700      | MediaTek Dimensity 700 | MediaTek Helio G88          | MediaTek Dimensity 810          | MediaTek Dimensity 810      | MediaTek Dimensity 920      | MediaTek Dimensity 920      | MediaTek Dimensity 8100       | MediaTek Dimensity 8100       |
| Батарея (мА·год)              | 5000                        | 5000                        | 5000                        | 5000                        | 5000                                                       | 5000                        | 5000                   | 5000                        | 5000                            | 5000                        | 5160                        | 4500                        | 5080                          | 4400                          |
| Потужність заряджаyyя (Вт)    | 33                          | 33                          | 33                          | 67                          | 67                                                         | 18                          | 18                     | 18                          | 33                              | 33                          | 67                          | 120                         | 67                            | 120                           |
| Основний об'єктив (Мп)        | 50                          | 64                          | 108                         | 108                         | 108                                                        | 50                          | 50                     | 50                          | 50                              | 50                          | 108                         | 108                         | 64                            | 64                            |
| Надширококутний об'єктив (Мп) | 8                           | 8                           | 8                           | 8                           | 8                                                          | Немає                       | Немає                  | 8                           | 8                               | 8                           | 8                           | 8                           | 8                             | 8                             |
| Макрооб'єктив (Мп)            | 2                           | 2                           | 2                           | 2                           | 2                                                          | Немає                       | Немає                  | 2                           | Немає                           | 2                           | 2                           | 2                           | 2                             | 2                             |
| Сенсор глибини (Мп)           | 2                           | Немає                       | 2                           | 2                           | Немає                                                      | 2                           | 2                      | Немає                       | Немає                           | Немає                       | Немає                       | Немає                       | Немає                         | Немає                         |
| Передній об'єктив (Мп)        | 13                          | 16                          | 16                          | 16                          | 16                                                         | 5                           | 8                      | 8                           | 16                              | 16                          | 16                          | 16                          | 16                            | 16                            |
| Екран                         | AMOLED 6,43", 90 Гц         | AMOLED 6,43", 90 Гц         | AMOLED 6,43", 90 Гц         | AMOLED 6,67", 120 Гц        | AMOLED 6,67", 120 Гц                                       | IPS 6,58", 90 Гц            | IPS 6,5", 90 Гц        | IPS 6,5", 90 Гц             | IPS 6,6", 90 Гц                 | IPS 6,6", 90 Гц             | AMOLED 6,67", 120 Гц        | AMOLED 6,67", 120 Гц        | IPS 6,6", 144 Гц              | IPS 6,6", 144 Гц              |
| Початкове ПЗ                  | Android 11 + MIUI 13        | Android 11 + MIUI 13        | Android 11 + MIUI 13        | Android 11 + MIUI 13        | Android 11 + MIUI 13                                       | Android 11 + MIUI 13        | Android 11 + MIUI 12   | Android 11 + MIUI 12.5      | Android 11 + MIUI 12.5          | Android 11 + MIUI 12.5      | Android 11 + MIUI 12.5      | Android 11 + MIUI 12.5      | Android 12 + MIUI 13          | Android 12 + MIUI 13          |
| Кінцеве ПЗ                    | Android 13 + Xiaomi HyperOS | Android 13 + Xiaomi HyperOS | Android 13 + Xiaomi HyperOS | Android 13 + Xiaomi HyperOS | Android 13 + Xiaomi HyperOS                                | Android 13 + Xiaomi HyperOS | Android 13 + MIUI 14   | Android 13 + Xiaomi HyperOS | Android 13 + Xiaomi HyperOS     | Android 13 + Xiaomi HyperOS | Android 13 + Xiaomi HyperOS | Android 13 + Xiaomi HyperOS | Android 14 + Xiaomi HyperOS 2 | Android 14 + Xiaomi HyperOS 2 |